# Бейлис, Михаил Ефимович
Михаил Ефимович Бейлис (1904 — 1985) — советский инженер, учёный, директор ВИМЭ и ВИЭСХ.
С 1921 г. работал в г. Днепропетровске электромонтером на заводе им. Петровского, одновременно учился на рабфаке. Окончил электротехнический факультет Киевского политехнического института (1930).
В 1930 г. при его непосредственном участии и руководстве в г. Запорожье на острове Хортица рядом с Днепровской ГЭС была создана научно-исследовательская станция, которая затем (в 1934) была преобразована в филиал Всесоюзного научно-исследовательского института электрификации сельского хозяйства (ВИЭСХ). Филиал работал по вопросам электромеханической обработки почвы, электромолотьбы, электрификации животноводческих и птицеводческих ферм, электрификации теплиц и парников. 
За электрификацию Запорожского района в 1939 г. награждён Малой золотой медалью Всесоюзной сельскохозяйственной выставки (20.02.1940).
Во время Великой Отечественной войны руководил филиалом ВИЭСХа в Казахстане. За работу по электрификации и механизации сельского хозяйства в условиях военного времени награждён Почётной грамотой Президиума Верховного Совета Казахской ССР.
С 1943 г. директор Всесоюзного НИИ механизации и электрификации сельского хозяйства (ВИМЭ), в 1948-1954 гг. директор ВИЭСХ, с 1954 зав. лабораторией внедрения.
В период освоения целинных земель предложил методы и технические средства, обеспечивающие эксплуатацию уборочных агрегатов в ночное время. За эту работу награждён медалью «За освоение целинных и залежных земель».
В 1950—1960-е гг. внёс большой научный вклад в проектирование и строительство животноводческих ферм и комплексов с полной электромеханизацией производственных процессов.
Кандидат технических наук. За заслуги в развитии сельской электрификации награждён орденами Трудового Красного Знамени, «Знак Почёта», медалями «За доблестный труд», «В память 800-летия Москвы» и др. В январе 1975 г. присвоено звание «Заслуженный энергетик РСФСР». Неоднократно участвовал в Выставке достижений народного хозяйства СССР. Награждён Большой золотой (17.05.1961), золотой (19.11.1964) и бронзовой (17.10.1984) медалями ВДНХ
Соавтор справочника:
- Лобанов В. Н., Сазонов Н. А., Бейлис М. Е. Электромеханик сельских электроустановок. Профтехиздат. Москва, 1960. 549 с.